# Фозергилл, Джон
Джон Фозергилл (англ. John Fothergill; 8 марта 1712, Карр-энд, Йоркшир — 26 декабря 1780, Лондон) — британский медик. Вместе со своим другом Джорджем Клегхорном — один из основателей Эдинбургского королевского медицинского общества.
Происходя из семьи квакеров, Фозергилл не имел права учиться в английском университете. Поэтому он поступил в Эдинбургский университет (в Шотландии), и не студентом, а аптекарем. Однако известный медик Александр Монро заметил его и уговорил всерьёз заняться медициной. По окончании университета в 1736 г. Фозергилл отправился во Францию и Нидерланды для знакомства с опытом тамошней медицины, а по возвращении обосновался в Лондоне, хотя для медицинской практики здесь у него не было лицензии. Как врач без лицензии, Фозергилл работал преимущественно с бедными больными и был известен тёплым и участливым отношением к ним. Зато когда, намного позднее, лорд Норт предложил уже хорошо известному Фозергиллу должность королевского врача — тот отказался.
Получив всё же в 1744 г. официальное разрешение на медицинскую практику в Лондоне, Фозергилл наиболее ярко проявил себя во время эпидемий скарлатины в 1746—1748 г. и гриппа в 1775—1776 гг. (во время второй из них он, как утверждается, принимал до 60 пациентов в день). Трактат Фозергилла «An Account of the Sore Throat Attended with Ulcers» (1748), основанный на опыте борьбы со скарлатиной, давал точное клиническое описание болезни, хотя сам Фозергилл смешивал её с дифтерией, свирепствовавшей в Британии несколько раньше. Благодаря этому трактату Фозергилл получил широкую известность и многочисленных пациентов, сделавшись одним из самых успешных врачей Лондона.
По имени Фозергилла Болезнью Фозергилла называли невралгию тройничного нерва, одно из первых описаний которой он дал в докладе «Of a painful affection of the face» (1773). Кроме того, имя Фозергилла носит кустарник фотергилла (Fothergilla): в свободное от занятий медицины время Фозергилл был страстным садоводом и переписывался с Карлом Линнеем, имевшим привычку называть безымянные растения в честь своих любимых корреспондентов.